# Dalibor Svrčina
Dalibor Svrčina (* 2. října 2002 Ostrava) je český profesionální tenista. Na challengerech ATP a na okruhu ITF vyhrál osm titulů ve dvouhře a tři ve čtyřhře.
Na žebříčku ATP byl ve dvouhře nejvýše klasifikován v srpnu 2025 na 98. místě a ve čtyřhře v říjnu 2023 na 276. místě. Trénuje ho Marek Jaloviec. Dříve tuto roli plnil Jan Mašík.

## Tenisová kariéra
V roce 2017 se s Jonášem Forejtekem a Andrewem Paulsonem stal členem vítězného týmu v juniorském Davis Cupu. Češi tak ovládli tuto soutěž poprvé od roku 1997. Česko reprezentoval na Letních olympijských hrách mládeže 2018 v Buenos Aires. Ve dvouhře a smíšené čtyřhře dohrál v prvním kole. V deblové soutěži s Ondřejem Štylerem prohráli zápas o bronzovou medaili. V juniorském tenisu s Jonášem Forejtkem vyhrál grandslamovou čtyřhru Australian Open 2019. Ve finálovém duelu přehráli americké turnajové čtyřky Cannona Kingsleyho s Emiliem Navou po dvousetovém průběhu.
V rámci okruhu ITF debutoval v červenci 2017 na brněnském turnaji dotovaném 25 tisíci dolary. V úvodním kole podlehl krajanu Petru Nouzovi. Premiérovou trofej v této úrovni tenisu vybojoval v květnu 2021, když ovládl mosteckou událost s rozpočtem 25 tisíc dolarů. Jediný set ztratil v úvodním kole s Janem Šátralem. V boji o titul přehrál Itala Franca Agamenonea z páté světové stovky.
První challengerovou trofej si odvezl ze srpnového TK Sparta Prague Open 2021, do něhož obdržel divokou kartu. Přes Jonáše Forejtka postoupil do finále, kde porazil Kazachstánce Dmitrije Popka z konce druhé stovky žebříčku. V klasifikaci ATP se posunul o 90 míst výše na 334. příčku. Do areálu pražské Sparty ve Stromovce se vrátil na další ročník, dubnový Sparta Prague Open 2022. Obhajobu mu znemožnil Rakušan Sebastian Ofner, jemuž podlehl ve finále. Další týden si zahrál semifinále na ostravském challengeru Ostra Group Open 2022, kde jej vyřadil Brit Ryan Peniston. Bodový zisk jej 2. května 2022 poprvé posunul do elitní dvoustovky žebříčku ATP, na 199. místo.
V kvalifikaci okruhu ATP Tour debutoval zářijovým Korea Open 2022 v Soulu. V jejím úvodu nenašel recept na Jihokorejce Čchong Jun-songa. První zápas v rámci hlavních soutěží odehrál na premiérovém ročníku týmové soutěže United Cup 2023, kde jako náhradník, po zranění Macháče, prohrál dvouhru s Němcem Oscarem Ottem. Česko přesto nad Německem zvítězilo 3:2 na zápasy.
Po třech nezvládnutých grandslamových kvalifikacích na French Open 2022, ve Wimbledonu 2022 a US Open 2022, prošel jako 219. hráč žebříčku do hlavní soutěže na Australian Open 2023. V závěrečném kvalifikačním kole zdolal Švýcara Leandra Riediho. V úvodním kole melbournské dvouhry přehrál bez ztráty setu Španěla Jaumeho Munara, než jej vyřadila japonská světová třiatřicítka Jošihito Nišioka.

## Finále na challengerech ATP a okruhu ITF
| Legenda                    |
| -------------------------- |
| Challengery (5–4 D; 0–2 Č) |
| ITF (3–2 D; 3–1 Č)         |

### Dvouhra: 14 (8–6)
| Stav      | č. | datum         | turnaj             | okruh             | povrch | soupeř ve finále       | výsledek      |
| --------- | -- | ------------- | ------------------ | ----------------- | ------ | ---------------------- | ------------- |
| Vítěz     | 1. | květen 2021   | Most, Česko        | World Tennis Tour | antuka | Franco Agamenone       | 6–4, 7–6(7–3) |
| Vítěz     | 2. | srpen 2021    | Praha, Česko       | Challenger        | antuka | Dmitrij Popko          | 6–0, 7–5      |
| Finalista | 1. | březen 2022   | Faro, Portugalsko  | World Tennis Tour | tvrdý  | Clement Tabur          | 4–6, 2–6      |
| Finalista | 2. | březen 2022   | Rovinj, Chorvatsko | World Tennis Tour | antuka | Javier Barranco Cosano | 1–6, 1–6      |
| Finalista | 3. | duben 2022    | Praha, Česko       | Challenger        | antuka | Sebastian Ofner        | 0–6, 4–6      |
| Finalista | 4. | květen 2022   | Prostějov, Česko   | Challenger        | antuka | Vít Kopřiva            | 2–6, 2–6      |
| Vítěz     | 3. | červen 2023   | Prostějov, Česko   | Challenger        | antuka | Tomáš Macháč           | 6–4, 6–2      |
| Finalista | 5. | červenec 2023 | Tampere, Finsko    | Challenger        | antuka | Sumit Nagal            | 4–6, 5–7      |
| Vítěz     | 4. | listopad 2024 | Bhúbanešvár, Indie | World Tennis Tour | tvrdý  | Nick Chappell          | 6–2, 6–0      |
| Vítěz     | 5. | listopad 2024 | Bombaj, Indie      | World Tennis Tour | tvrdý  | Chumojun Sultanov      | 3–6, 6–1, 6–2 |
| Vítěz     | 6. | únor 2025     | Puné, Indie        | Challenger        | tvrdý  | Brandon Holt           | 7–6(7–3), 6–1 |
| Vítěz     | 7. | duben 2025    | Barletta, Itálie   | Challenger        | antuka | Vitalij Sačko          | 7–5, 6–3      |
| Finalista | 6. | červen 2025   | Poznaň, Polsko     | Challenger        | antuka | Filip Misolic          | 2–6, 0–6      |
| Vítěz     | 8. | srpen 2025    | Cancún, Mexiko     | Challenger        | tvrdý  | Thiago Agustín Tirante | 6–4, 5–7, 6–4 |

### Čtyřhra (3 tituly)
| Č. | datum         | turnaj                    | okruh             | povrch | spoluhráč        | soupeři ve finále                | výsledek         |
| -- | ------------- | ------------------------- | ----------------- | ------ | ---------------- | -------------------------------- | ---------------- |
| 1. | prosinec 2019 | Monastir, Turecko         | World Tennis Tour | tvrdý  | Petr Michnev     | Timur Kijamov Jevgenij Ťurněv    | 6–1, 7–5         |
| 2. | únor 2022     | Vale de Lobo, Portugalsko | World Tennis Tour | tvrdý  | Michael Vrbenský | Francisco Cabral Peter Heller    | 3–6, 6–4, [10–7] |
| 3. | březen 2022   | Rovinj, Chorvatsko        | World Tennis Tour | antuka | David Pichler    | Giovanni Fonio Alexandar Lazarov | 4–6, 6–2, [10–7] |

## Finále na juniorském Grand Slamu

### Čtyřhra juniorů: 1 (1–0)
| stav  | rok  | turnaj          | povrch | spoluhráč      | soupeři ve finále           | výsledek      |
| ----- | ---- | --------------- | ------ | -------------- | --------------------------- | ------------- |
| Vítěz | 2019 | Australian Open | tvrdý  | Jonáš Forejtek | Cannon Kingsley Emilio Nava | 7–6(7–5), 6–4 |

## Chronologie výsledků na Grand Slamu

### Dvouhra
| Turnaj          | 2021 | 2022 | 2023    | 2024 | 2025 | SR    | V–P |
| --------------- | ---- | ---- | ------- | ---- | ---- | ----- | --- |
| Australian Open | A    | A    | 2. kolo | Q1   | Q3   | 0 / 1 | 1–1 |
| French Open     | A    | Q1   | Q2      | Q2   | Q2   | 0 / 0 | 0–0 |
| Wimbledon       | A    | Q2   | Q1      | Q1   | Q2   | 0 / 0 | 0–0 |
| US Open         | A    | Q2   | Q1      | A    | Q1   | 0 / 0 | 0–0 |
| výhry–prohry    | 0–0  | 0–0  | 1–1     | 0–0  | 0–0  | 0 / 1 | 1–1 |

| Legenda | Legenda                                   | Legenda | Legenda                     |
| ------- | ----------------------------------------- | ------- | --------------------------- |
| SR      | poměr vyhraných turnajů ku všem odehraným | W–L V–P | výhry–prohry                |
| NH      | daný rok se turnaj nekonal                | A       | turnaje se hráč nezúčastnil |
| 1Q / LQ | prohra v (kole) kvalifikace               | 1k / 1R | prohra v daném kole turnaje |
| QF / ČF | prohra ve čtvrtfinále                     | SF      | prohra v semifinále         |
| F       | prohra ve finále                          | Vítěz   | vítězství v turnaji         |